# ドナティ彗星 (C/1858 L1)
ドナティ彗星（ドナティすいせい、符号：C/1858 L1またはC/1858 VI）は、イタリア人の天文学者ジョヴァンニ・バッティスタ・ドナティによって1858年6月2日に発見された彗星。発見者の名前を取って命名された。ドナチ彗星と表記・発音される事もある。

## 概要
長周期彗星の一つであり、1811年の大彗星以来、19世紀に観測された最も輝かしい彗星とされている。写真に撮影された初の彗星でもある。1858年10月10日に最も地球に接近し、次に地球に接近するのは3811年と予測されている。
なお、京都岩倉の実相院には幕末のドナティ彗星の観測記録が存在する。

## 美術
ドナティ彗星はウィリアム・ダイスによる絵画“ペグウェル湾-1858年10月5日の回想”において、夕空の中を流れる星として描かれている。

## フィクション
八重の桜（2013年、大河ドラマ）第4話に登場した妖霊星は、年代的にこの彗星と思われる。ただしドラマの中では名前は出てこない。